# توكاشيكي
توكاشيكي (باليابانية: 渡嘉敷島) هي جزيرة من جزر كيرما في محافظة أوكيناوا تابعة لـ اليابان تقع في المحيط الهادئ.